# Chris Perfetti

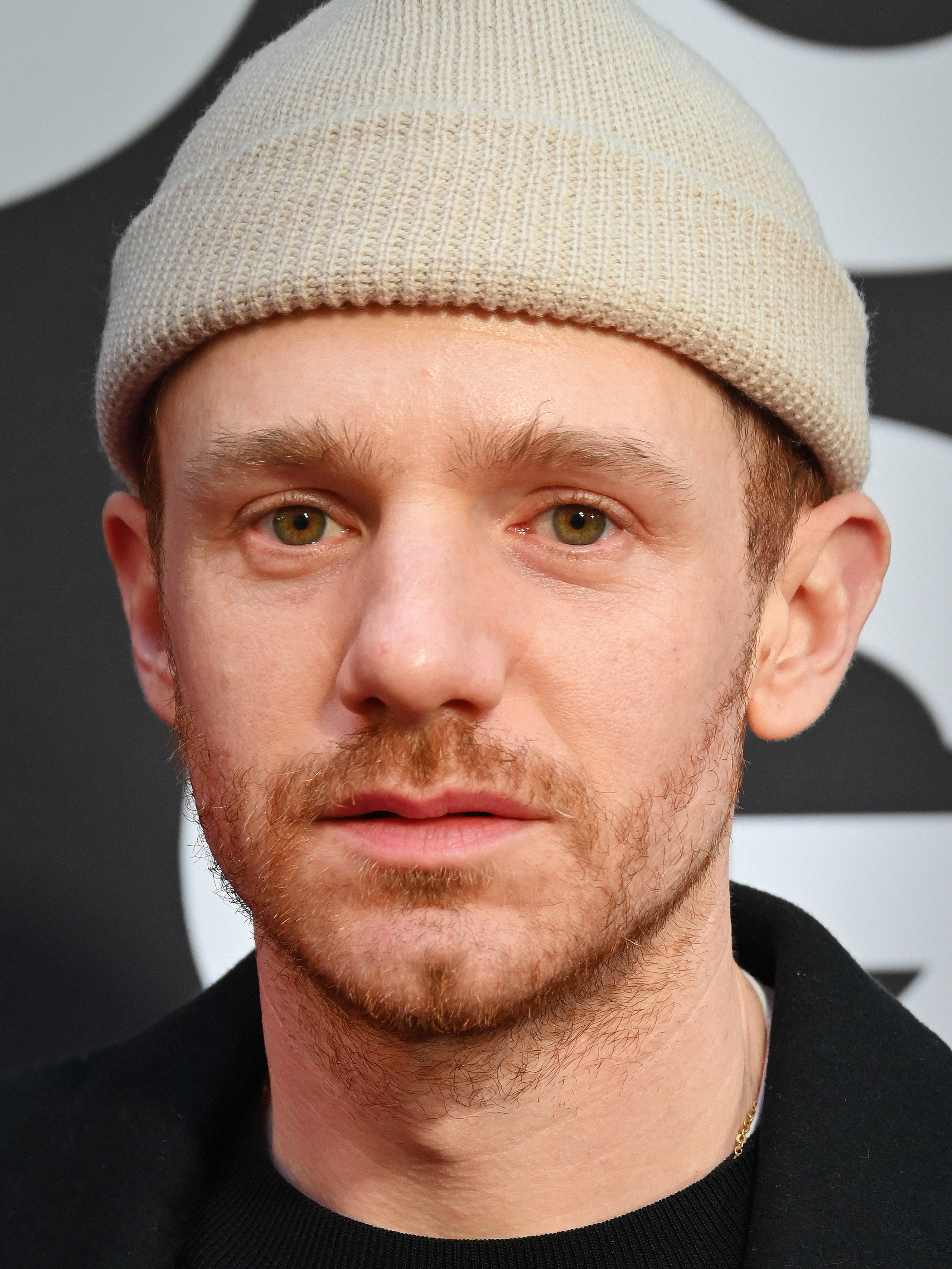
Chris Perfetti bei der Premiere von The Picture of Dorian Gray am Broadway (2025)

Chris Perfetti (* 12. Dezember 1988 in Rochester) ist ein US-amerikanischer Schauspieler. Internationale Bekanntheit erlangte er über seine Rolle als Jacob Hill in der amerikanischen Comedy-Serie Abbott Elementary.

## Leben
Chris Perfetti wurde 1988 in Rochester (New York) als Sohn italienischer Eltern geboren. Der Schauspieler wuchs in der Kleinstadt Webster auf und besuchte die Webster Schroeder High School. Später studierte Perfetti am Purchase College der State University of New York (SUNY) und machte seinen Abschluss im Mai 2012 am Konservatorium für Theater.

## Filmographie

### Film
- 2016: Looking: The Movie (Fernsehfilm)
- 2018: Please Come with Me
- 2018: Carnivore (Kurzfilm)
- 2019: Sound of Metal
- 2020: Minjan
- 2020: The Surrogate
- 2021: The Virtuoso
- 2021: Before I Go
- 2023: The Anne Frank Gift Shop (Kurzfilm)
- 2025: Twinless

### Fernsehen
- 2012: Submissions Only (Fernsehserie, Folge 2x06)
- 2012–2013: Next Caller (Fernsehserie, 3 Folgen)
- 2014: Crossbones (Fernsehserie, 9 Folgen)
- 2015: Looking (Fernsehserie, 4 Folgen)
- 2016: Blue Bloods – Crime Scene New York (Fernsehserie, Folge 6x16)
- 2016: The Night Of: Die Wahrheit einer Nacht (The Night Of, Fernsehserie, 3 Folgen)
- 2018: Gotham (Fernsehserie, Folge 4x12)
- 2018: Bull (Fernsehserie, Folge 3x08)
- 2019: What We Do in the Shadows (Fernsehserie, Folge 1x02)
- 2020: In the Dark (Fernsehserie, 11 Folgen)
- 2021: Bonding (Fernsehserie, Folge 2x04)
- 2021: Atlanta Medical (Fernsehserie, 3 Folgen)
- seit 2021: Abbott Elementary (Fernsehserie, 71 Folgen)
- 2025: It’s Always Sunny in Philadelphia (Fernsehserie, Folge 17x01)

## Synchronisation
- 2023: Star Trek: Lower Decks (Fernsehserie, Folge 4x02) … als Gary

## Engagements
(Quelle: )

### Broadway
- 2017: Six Degrees of Separation

### Off Broadway
- 2011: Sons of the Prophet
- 2015: The Tempest
- 2015: Cloud Nine
- 2017: Everybody
- 2018: The Low Road
- 2019: Moscow Moscow Moscow Moscow Moscow Moscow
- 2023: King James